# Bob az 1972. évi téli olimpiai játékokon
Az 1972. évi téli olimpiai játékokon a bob versenyszámait február 4. és 12. között rendezték Szapporóban. Két férfi versenyszámban osztottak érmeket.

## Éremtáblázat
(Az egyes számoszlopok legmagasabb értéke vagy értékei vastagítással kiemelve.)
| Az 1972. évi téli olimpiai játékok éremtáblázata bobban | Az 1972. évi téli olimpiai játékok éremtáblázata bobban | Az 1972. évi téli olimpiai játékok éremtáblázata bobban | Az 1972. évi téli olimpiai játékok éremtáblázata bobban | Az 1972. évi téli olimpiai játékok éremtáblázata bobban | Olimpia  |
| ------------------------------------------------------- | ------------------------------------------------------- | ------------------------------------------------------- | ------------------------------------------------------- | ------------------------------------------------------- | -------- |
|                                                         | Ország                                                  | Arany                                                   | Ezüst                                                   | Bronz                                                   | Összesen |
| 1.                                                      | NSZK (FRG)                                              | 1                                                       | 1                                                       | 1                                                       | 3        |
| 2.                                                      | Svájc (SUI)                                             | 1                                                       | 0                                                       | 1                                                       | 2        |
|                                                         |                                                         |                                                         |                                                         |                                                         |          |
| 3.                                                      | Olaszország (ITA)                                       | 0                                                       | 1                                                       | 0                                                       | 1        |
|                                                         |                                                         |                                                         |                                                         |                                                         |          |
| Összesen                                                | Összesen                                                | 2                                                       | 2                                                       | 2                                                       | 6        |

## Érmesek
| Az 1972. évi téli olimpiai játékok érmesei bobban |                                                                              |         |                                                                                                 |         |                                                                                             |         |
| Versenyszám                                       | Arany                                                                        | Arany   | Ezüst                                                                                           | Ezüst   | Bronz                                                                                       | Bronz   |
| Kettes                                            | NSZK (FRG) · Wolfgang Zimmerer · Peter Utzschneider                          | 4:57,07 | NSZK (FRG) · Horst Floth · Pepi Bader                                                           | 4:58,84 | Svájc (SUI) · Jean Wicki · Edy Hubacher                                                     | 4:59,33 |
| Négyes                                            | Svájc (SUI) · Jean Wicki · Hans Leutenegger · Werner Camichel · Edy Hubacher | 4:43,07 | Olaszország (ITA) · Nevio De Zordo · Adriano Frassinelli · Corrado Dal Fabbro · Gianni Bonichon | 4:43,83 | NSZK (FRG) · Wolfgang Zimmerer · Stefan Gaisreiter · Walter Steinbauer · Peter Utzschneider | 4:43,92 |